# Виктор Гончаренко
Виктор Михайлович Гончаренко е беларуски футболист и треньор, роден на 10 юни 1977 г. в град Хойники, Беларус (тогава – СССР). От 2016 до 2021 г. е старши треньор на ЦСКА Москва.

## Кариера

### Като футболист
Започва футболната си кариера в тима на Стреличево. След това играе 2 сезона в РУОР Минск. През 1998 г. преминава в БАТЕ Борисов, като става двукратен шампион на страната (1999 и 2002). Приключва кариерата си едва на 25 години поради тежка контузия, получена на тренировка.

### Като треньор
Гончаренко остава в структурата на клуба, като две години тренира дублиращия отбор. През 2007 г. става помощник-треньор на Игор Криушенко, а от края на 2007 – старши треньор на отбора. През 2008 г. той успява да класира БАТЕ в груповата фаза на Шампионската лига. В третия предварителен кръг на Шампионската лига, беларусите отстраниха българския вицешампион Левски с общ резултат 2:1 и станаха първия беларуски отбор в групите на турнира. Беларуският тим записва 3 равенства в групата си – 2:2 и 0:0 с Ювентус и 1:1 със Зенит.
В периода 2009 – 2011 г. БАТЕ е постоянен участник в груповата фаза на Лига Европа, а през сезон 2010/11 трактористите достигат 1/16-финал на турнира, където отпадат от ПСЖ. През сезон 2011/12 тимът отново участва в групите на Шампионска лига, но не записва нито една победа. Първият успех на БАТЕ в най-комерсиалния клубен турнир идва в следващото му издание. На 19 септември 2012 г. срещу Лил с резултат 3:1. Следва победа и срещу бъдещия шампион Байерн Мюнхен, отново с 3:1. БАТЕ се класира трети в групата и играе 1/16-финал в Лига Европа. Там обаче беларусите отпадат от Фенербахче.
На 12 октомври 2013 г. поема тима на Кубан. През сезон 2013/14 завършва на 8-о място в първенството. 2014/15 започва силно за Гончаренко, като Кубан записва 9 мача без загуба и след 13 кръга е на 5-а позиция, на точка от втория. Въпреки това, ръководството уволнява треньора, поради липса на твърдост при общуването с играчите. След това Гончаренко води за кратко Урал, но напуска само след 6 мача.
През сезон 2015/16 г. е помощник-треньор на Леонид Слуцки в ЦСКА Москва. В края на 2016 г. става старши треньор на Армейците. Единственият трофей, който печели начело на ЦСКА, е Суперкупата на Русия през 2018 г. Под негово ръководство тимът играе 1/4-финал в Лига Европа и два пъти е втори в Премиер лигата. На 22 март 2021 г. е освободен от поста си.

## Успехи

### Като футболист
БАТЕ Борисов
- Шампион на Беларус (2): 1999, 2002

### Като треньор
БАТЕ Борисов
- Шампион на Беларус (5): 2008, 2009, 2010, 2011, 2012
- Носител на Купата на Беларус (2): 2009/10
- Носител на Суперкупата на Беларус (3): 2010, 2011, 2013

 ЦСКА Москва
- Носител на Суперкупата на Русия (1): 2018